# صرف صحي في حالات الطوارئ

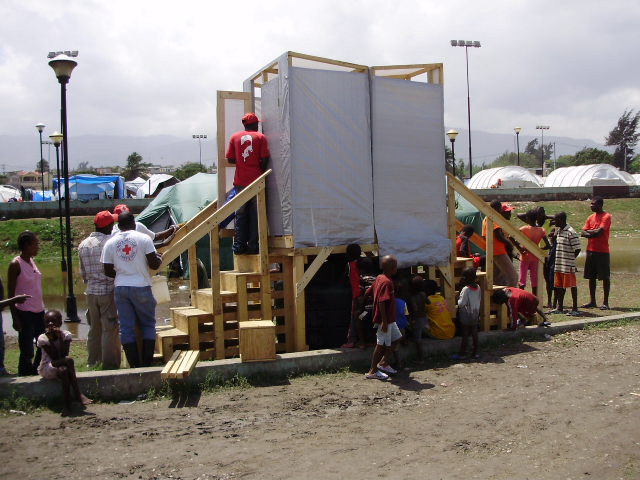

الصرف الصحي في حالات الطوارئ: هو الإدارة والعمليات الفنية اللازمة لتوفير الصرف الصحي في حالات الطوارئ. يمكن أن يشمل ذلك كوارث طبيعية أو من صنع الإنسان. يُطلب الصرف الصحي في حالات الطوارئ أيضًا خلال عمليات الإغاثة الإنسانية للاجئين والنازحين داخليًا (IDPS).
تُصنف حالات الطوارئ إلى ثلاث مراحل تسمى المراحل «العاجلة» و«قصيرة المدى» و«طويلة المدى». ينصب التركيز في المرحلة العاجلة على تقليل التغوط في العراء، وتشمل المراحيض المُجهزة فيها مراحيض أولية للغاية، بما في ذلك، المراحيض ذات الحفرة، ومراحيض الدلو، والمراحيض ذات الحاوية أو المراحيض الكيميائية.
يُعد توفير مرافق الاستحمام وغسل اليدين جزء من مرافق الصرف الصحي في حالات الطوارئ خلال جميع مراحله. تصبح إدارة حمأة البراز أولوية خلال مراحل إدارة الطوارئ على المدى الطويل.

## نظرة عامة
ينظر الأشخاص والمنظمات المختلفة إلى مصطلح «الطوارئ» بطريقة مختلفة. يمكن اعتبار حالة الطوارئ عمومًا ظاهرة ناشئة عن كارثة من صنع الإنسان و / أو كارثة طبيعية تؤدي إلى تهديد خطير مفاجئ عادةً، لصحة أو رفاهية المجتمع المتأثر، الذي يعتمد على المساعدات الخارجية للتعامل مع الموقف بسهولة.
ثمة فئات مختلفة من حالات الطوارئ تبعًا لإطارها الزمني، وذلك في حال استمرارها عدة أسابيع أو أشهر أو سنوات.
يتزايد بسرعة عدد الأشخاص الذين سيتأثرون بالكوارث (الأزمات الإنسانية والكوارث الطبيعية)، من ناحية حجمها وتكرارها. يتعرض الأشخاص المتضررون لمخاطر مثل التشرد المؤقت وتهديد حياتهم وصحتهم.

## الطرق المتبعة
يركز الفاعلون في المجال الإنساني على بناء المراحيض ذات الحفرة وتنفيذ برامج تعزيز النظافة على سبيل المثال؛ بهدف معالجة مشكلة الصحة العامة وانتشار الأمراض الخطيرة التي تنجم عن الافتقار إلى وجود شبكات الصرف الصحي والتغوط في العراء.
حُسنت إمدادات مياه الشرب في حالات الطوارئ في المناطق الحضرية من خلال تقديم مجموعات موحدة من المستلزمات الصحية بسرعة.
ينصبّ التركيز في مرحلة الطوارئ العاجلة على إدارة التغوط في العراء، وقد تشمل التقنيات المُتبعة المراحيض ذات الخنادق الأولية للغاية، والمراحيض ذات الحفرة، والمراحيض الجرافة، والمراحيض ذات الحاويات، والمراحيض الكيميائية. قد تشمل المرحلة قصيرة المدى تقنيات مثل المراحيض المُجففة للبول، وخزانات الصرف الصحي، وأنظمة الصرف الصحي اللامركزية أيضًا.
ينصب التركيز في مرحلة الطوارئ الحضرية، على إجراء إعادة تأهيل سريعة وتوسيع الخدمات الموجودة مثل خطوط الصرف الصحي ومحطات معالجة مياه الصرف. يمكن أن يشمل ذلك أيضًا تركيب محطات ضخ مياه المجاري الصحية لتحسين الخدمات أو توسيعها.

## الخيارات المتاحة

### المنزلية
الخيارات المنزلية، حيث يختار الأشخاص الإقامة في منازلهم أو على مقربة منها (أو منازل أقاربهم أو جيرانهم أو أصدقائهم). على الرغم من أن هذا الخيار يوفر أسرع طريقة للتعافي الذاتي، يشكل أيضًا خطرًا كبيرًا على التأثيرات المرتبطة بالصرف الصحي، والتابعة لصعوبة الوصول إلى المساعدة الخارجية وعدم كفاية مراقبة الصحة العامة.

### المجتمع المضيف
هي خيارات المجتمعات المضيفة المحلية مع حالات التشرد الكبير في المجتمعات الخارجية (عادةً في المناطق الحضرية) بالإضافة إلى بنية صرف صحي تحتية قد تكون نُفذت في المنازل الخاصة.
تُركب البنية التحتية في مثل هذه الخيارات بسرعة، بسبب ارتفاع الكثافة السكانية، وغالبًا ما تتعطل التحسينات / الإصلاحات بسبب القيود المتعلقة بسهولة الوصول والمساحة المتوفرة. لذا تُعد النزاعات بين المجتمعات المحلية حول إدارة نفايات الصرف الصحي شائعة إلى حد ما.